# 今田美櫻
今田美櫻（日语：／ Imada Mio，1997年3月5日—）是日本福岡縣出身的女演員、模特兒、寫真偶像。經紀公司為Contents 3，身高157公分。

## 經歷
2014年高中2年級時在福岡的天神被星探挖掘，加入福岡地方模特兒經紀公司進入藝能界。在福岡地方的深夜電視節目《GeeBee》中擔任固定成員。並獲周刊和媒體封為「福岡最可愛女子」。
2016年2月，在福岡縣柳川市的觀光宣傳影片中，扮演雛人形（女兒節娃娃）中的「三人官女」擬人化團體「SAGEMON GIRLS」並擔任C位。張貼在福岡車站的宣傳海報引起了經紀公司BIGFACE社長（現 Contents 3社長）注意。8月，因想成為一名演員而前往東京，加入了經紀公司BIGFACE（現 Contents 3）。
2017年2月，獲得了舞台劇《LIVE IMPACT 進擊的巨人》中角色莎夏·布勞斯的演出機會，但在4月發生工安意外取消公演。5月31日，開設官方YOUTUBE頻道（页面存档备份，存于）。7月，在《週刊Playboy》31號中首次以泳裝亮相。同月18日演出的電視劇《我們做了個炸彈》開播。10月演出電視劇《民眾之敵》。同月23日，首次在馬自達Zoom-Zoom廣島球場擔任日本職棒比賽（廣島東洋鯉魚VS橫濱DeNA海灣之星）的開球嘉賓
2018年4月在漫改電視劇《花過天晴～花樣男子 Next Season～》中飾演C5成員真矢愛莉因還原度高引發討論。6月Instagram帳戶追蹤人數突破100萬。10月31日發行首本寫真集《生命力》。12月5日獲得「Yahoo!檢索大賞2018」女優部門賞。
2019年1月演出電視劇《3年A班-從此刻起，大家都是我的人質-》飾演班上的大姐頭諏訪唯月。6月演出電視劇《派遣女醫X 第6季》飾演護理師大間正子。7月演出電視劇《蟬男》飾演熊田美奈子。12月在「Tama Home」公司廣告中飾演昭和風偶像並首次在螢幕上演唱。
2020年1月3日演出電視劇半澤直樹特別篇《半澤直樹II 第0章 被盯上的半澤直樹的密碼》飾演女主角濱村瞳，並在之後出演《半澤直樹第二季》。同月21日發行第2本寫真集《（LAST SHOT）》也是最後的泳裝寫真集。

## 演出

### 電視劇
| 年份   | 播出日期              | 集數     | 戲劇名稱                                 | 首播頻道             | 角色             | 備註                                       |
| ------ | --------------------- | -------- | ---------------------------------------- | -------------------- | ---------------- | ------------------------------------------ |
| 2015年 | 3月29日               | 單集     | 我討厭父親                               | NHK福岡BS Premium    | 廣告明星         |                                            |
| 2017年 | 7月18日－9月19日      | 全劇     | 我們做了個炸彈                           | 關西電視台           | 星野真美         | [ 20 ]                                     |
| 2017年 | 10月19日              | 第2集    | 刑警弓神                                 | 富士電視台           | 森郁實           |                                            |
| 2017年 | 10月23日－12月25日    | 全劇     | 民眾之敵～在這世上，不是很奇怪嗎！？～   | 富士電視台           | 莉子             | [ 4 ]                                      |
| 2018年 | 2018年3月21日－6月6日 | 全劇     | 記憶                                     | 富士電視NEXT / J:COM | 足立初花         | [ 21 ]                                     |
| 2018年 | 4月17日－6月26日      | 全劇     | 花過天晴～花樣男子 Next Season～         | TBS電視台            | 真矢愛莉         | [ 11 ]                                     |
| 2018年 | 8月18日               | 單集     | 毛骨悚然撞鬼經驗夏之特別篇2018「穿衣鏡」 | 富士電視台           | 藤本裕子         | [ 22 ]                                     |
| 2018年 | 10月8日－12月17日     | 全劇     | SUITS                                    | 富士電視台           | 谷元砂里         | [ 23 ]                                     |
| 2019年 | 1月6日－3月10日       | 全劇     | 3年A班-從此刻起，大家都是我的人質-       | 日本電視台           | 諏訪唯月         | [ 16 ]                                     |
| 2019年 | 7月19日               | 單集     | 難道你不覺得說博多方言的女孩很可愛嗎？   | 福岡放送             | 本人             | [ 24 ]                                     |
| 2019年 | 7月26日－9月13日      | 全劇     | 蟬男                                     | 朝日電視台           | 熊田美奈子       | [ 25 ]                                     |
| 2019年 | 10月17日－12月19日    | 全劇     | Doctor-X～外科醫·大門未知子～ 6          | 朝日電視台           | 大間正子         | [ 26 ] [ 27 ]                              |
| 2019年 | 11月10日              | 第5集    | Nippon Noir-刑警Y的反亂-                 | 日本電視台           | 諏訪唯月         | [ 注 1 ] [ 28 ]                            |
| 2020年 | 1月3日                | 單集     | 半澤直樹2 第0章 被瞄準的半澤直樹的密碼   | TBS電視台            | 濱村瞳           | [ 18 ]                                     |
| 2020年 | 1月16日－3月12日      | 全劇     | 刑警與檢察官〜所轄與地檢的24小時〜       | 朝日電視台           | 毛利光（毛利ひかる）       | [ 29 ]                                     |
| 2020年 | 7月19日－8月9日       | 第1－4集 | 半澤直樹第二季第一部                     | TBS電視台            | 濱村瞳           | [ 30 ]                                     |
| 2020年 | 8月2日－9月13日       | 全劇     | 寵女青春白皮書                           | 日本電視台           | 山本寛子         | [ 31 ]                                     |
| 2020年 | 8月31日               | 第8集    | SUITS 第二季                             | 富士電視台           | 谷元砂里         | [ 32 ]                                     |
| 2021年 | 4月14日－6月16日      | 全劇     | 深深地戀愛                               | 日本電視台           | 宮前藍花         | [ 33 ]                                     |
| 2021年 | 5月17日－10月29日     | 全劇     | 歡迎回來百音                             | NHK綜合頻道          | 神野瑪莉安娜莉子 | [ 34 ] [ 35 ]                              |
| 2021年 | 10月14日－12月16日    | 全劇     | Doctor-X～外科醫·大門未知子～ 7          | 朝日電視台           | 大間正子         | [ 36 ]                                     |
| 2022年 | 4月13日－6月15日      | 全劇     | 惡女（WARU）〜誰說工作不帥氣？〜         | 日本電視台           | 田中麻理鈴       | 主演                                       |
| 2023年 | 4月23日－6月25日      | 全劇     | Last Man-全盲搜查官-                     | TBS電視台            | 吾妻ゆうき       | [ 38 ]                                     |
| 2023年 | 7月14日－9月15日      | 全劇     | 一兆＄遊戲                               | TBS電視台            | 黑龍桐姫         | [ 39 ]                                     |
| 2023年 | 10月12日－12月21日    | 全劇     | 最喜歡的花                               | 富士電視台           | 深雪夜々         | 四人主演（多部未華子、松下洸平、神尾楓珠） |
| 2024年 | 4月13日－6月15日      | 全劇     | 花咲舞無法沈默                           | 日本電視台           | 花咲舞           | 主演                                       |
| 2024年 | 9月16日               | 第11集   | 海的開始                                 | 富士電視台           | 深雪夜々         | 特別出演                                   |
| 2025年 |                       | 全劇     | 紅豆麵包                                 | NHK綜合頻道          | 朝田のぶ         | NHK晨間劇主演                              |

### 電影
| 年分   | 上映日期                          | 電影名稱                            | 角色            | 備註     |
| ------ | --------------------------------- | ----------------------------------- | --------------- | -------- |
| 2015年 | 10月3日                           | 罪的留白                            | 杉本聰美        |          |
| 2017年 | 6月3日                            | 雙生薄荷                            |                 |          |
| 2017年 | 7月8日                            | 巴士傑克回來了（帰ってきたバスジャック）                  | 白鳥早苗        | [ 43 ]   |
| 2017年 | 12月2日                           | 出目金（デメキン）                          | （Aki）         | [ 44 ]   |
| 2017年 | 2017年秋中国公開 / 2018年日本公開 | 一夜再成名（香港電影）              |                 | [ 1 ]    |
| 2018年 | 7月14日                           | 長壽花（カランコエの花）                          | 一之瀨月乃      | 主演     |
| 2019年 | 3月15日                           | 妳在月夜裡閃耀光輝                  | （riko）        | [ 46 ]   |
| 2019年 | 11月15日                          | 生命素描（いのちスケッチ）                        | 西山千華        | 友情出演 |
| 2020年 | 2月7日                            | 阿宅的戀愛太難                      | 森田悠季        | [ 48 ]   |
| 2020年 | 2月21日                           | 原本以為只是手機掉了 被囚禁的殺人鬼 | 丹羽亮子        | 友情出演 |
| 2021年 | 7月9日                            | 東京復仇者                          | 橘日向          |          |
| 2023年 | 3月17日                           | 我的幸福婚約                        | 斎森美世        | 女主角   |
| 2024年 | 12月6日                           | 派遣女醫X                           | 大間正子        |          |
| 2025年 | 2月14日                           | 一兆＄遊戲                          | 黑龍桐華 / 桐姫 |          |
| 2025年 | 12月                              | 電影Last Man -FIRST LOVE-           | 吾妻有紀        | [ 50 ]   |

### 網路劇
- 《#只有聲音的天使（日语：＃声だけ天使）》（2018年1月15日－3月19日，AbemaTV）：飾演 （Megumi）
- 《白色與黃色〜夏威夷與我的鬆餅物語〜》（2018年，Amazon Prime Video）

### 配音
- 《MIB星際戰警：跨國行動》（2019年6月14日）：聲演 M探員（日語版配音）[51]
- 《我的英雄學院劇場版：英雄新世紀》（2019年12月20日）：聲演 Slice（スライス）[52]

### PV
- 柳川市觀光PV ｢SAGEMON GIRLS｣（2015年12月攝影、2016年2月YouTube公開）
- 平義隆（日语：平義隆）「働くひとたち」（2015年）
- The LOVE（日语：The LOVE）「はじまりのうた」 （2016年2月28日YouTube公開）
- GENERATIONS from EXILE TRIBE「涙」（2016年6月4日YouTube公開）
- MACO「Sweet Memory」（2017年11月9日YouTube公開）[53]
- 金在中「Defiance」（2018年）[54]

### 體育節目
- World Baseballエンタテイメント たまッチ!（日语：World Baseballエンタテイメント たまッチ!）（2018年4月9日－，富士電視台）7代目助理主持[55]

## 書籍

### 寫真集
- 生命力（2018年10月31日，集英社，攝影：桑島智輝）ISBN 978-4087808582[14]
- （LAST SHOT）（2020年1月21日，講談社）ISBN 978-4065186169[56][57][58]

### 數位寫真集
- スタミナ（stamina）（2018年10月31日，集英社）
- 生命力（2019年3月，集英社，攝影：桑島智輝）- 寫真集「生命力」的數位版

### Style book
- 今田美桜スタイルブック　イマ（2019年7月18日，KADOKAWA）ISBN 978-4040657271

### 小說封面
- 京極夏彦「今昔百鬼拾遺 鬼」（2019年4月19日，講談社タイガ）
- 京極夏彦「今昔百鬼拾遺 河童」（2019年5月24日，角川文庫）
- 京極夏彦「今昔百鬼拾遺 天狗」（2019年6月26日，新潮文庫）

## 得獎記錄
| 年份   | 大獎名稱                                   | 獎項         | 作品                       | 結果 |
| ------ | ------------------------------------------ | ------------ | -------------------------- | ---- |
| 2018年 | Yahoo!檢索大賞2018                         | 女優部門賞   |                            | 獲獎 |
| 2018年 | #MVI – Most Valuable Instagrammer in Japan | 趨勢部門     |                            | 獲獎 |
| 2021年 | 第45回 日本電影學院獎                      | 新人獎       | 《東京卍復仇者》           | 獲獎 |
| 2022年 | 第112回日劇學院賞                          | 最佳女主角獎 | 《惡女～誰說工作不帥氣？》 | 獲獎 |

## 外部連結
- 今田美櫻 Official Web（页面存档备份，存于） - Contents 3（日語）
- 今田美櫻官方網站（页面存档备份，存于）（日語）
- 今田美櫻（页面存档备份，存于） - YouTube（日語）
- 今田美櫻的Instagram帳戶
- 今田美櫻2nd写真集【公式】的X（前Twitter）